# Oenopota elegans
Oenopota elegans é uma espécie de gastrópode do gênero Oenopota, pertencente a família Mangeliidae.